# The Hills Have Eyes Part II
The Hills Have Eyes Part II is een Amerikaanse horrorfilm uit 1984 onder regie van Wes Craven. In 2007 kreeg de film een remake genaamd The Hills Have Eyes 2.

## Rolverdeling
| Acteur           | Personage    |
| ---------------- | ------------ |
| Tamara Stafford  | Cass         |
| Kevin Spirtas    | Roy          |
| John Bloom       | The Reaper   |
| Colleen Riley    | Jane         |
| Michael Berryman | Pluto        |
| Penny Johnson    | Sue          |
| Janus Blythe     | Rachel/Ruby  |
| John Laughlin    | Hulk         |
| Willard E. Pugh  | Foster       |
| Peter Frechette  | Harry        |
| Robert Houston   | Bobby Carter |
| Edith Fellows    | Mrs. Wilson  |
| Susan Lanier     | Brenda       |